# Канделария (Риу-Гранди-ду-Сул)
Канделария (порт. Candelária) — муниципалитет в Бразилии, входит в штат Риу-Гранди-ду-Сул. Составная часть мезорегиона Восточно-центральная часть штата Риу-Гранди-ду-Сул. Входит в экономико-статистический микрорегион Санта-Крус-ду-Сул. Население составляет 31 014 человека на 2006 год. Занимает площадь 943,731 км². Плотность населения — 32,9 чел./км².

## Палеонтология
В 8 км к западу от Канделарии находится обнажение формации Катуррита, где найдены многочисленные окаменелости позднего триасового периода, в особенности мелких цинодонтов, таких как Riograndia. Открытие Riograndia в 2001 году позволило лучше изучить комплекс анатомических процессов, с которыми происходил переход от примитивных цинодонтов к млекопитающим.

## История
Город основан 7 июля 1925 года.

## Статистика
- Валовой внутренний продукт на 2003 составляет 243 780 649,00 реалов (данные: Бразильский институт географии и статистики).
- Валовой внутренний продукт на душу населения на 2003 составляет 8029,93 реалов (данные: Бразильский институт географии и статистики).
- Индекс развития человеческого потенциала на 2000 составляет 0,756 (данные: Программа развития ООН).

## География
Климат местности: субтропический.